# Aéroport international d'Incheon
L'aéroport international d'Incheon (en coréen 인천 국제 공항 (romanisé en Inchon Gukje Gonghang)), code IATA : ICN • code OACI : RKSI, est situé à Incheon, à 52 km à l'ouest de Séoul en Corée du Sud, dont il est le plus grand aéroport.
Il s'agit du hub (plateforme de correspondance) principal de Korean Air, d'Asiana Airlines et de Cargo 360. L'aéroport a été inauguré en mars 2001, pour remplacer l'aéroport international de Gimpo de Séoul, qui maintenant sert principalement pour les vols intérieurs, vers le Japon, la Chine et Taiwan. Cependant, quelques vols intérieurs à destination de Jeju-do, de Busan (Pusan) et de Daegu décollent d'Incheon. L'aéroport sert de hub pour les vols internationaux et le trafic de fret (transports de marchandises) en Asie de l'Est. En 2005, il est le 5e plus grand aéroport du monde pour le trafic de fret soit 2 150 140 tonnes métriques de fret chargé ou déchargé. Les équipements de sécurité et de soins sont très avancés, en réponse aux attaques terroristes et aux épidémies d'Asie du Sud. L'aéroport est considéré comme le plus moderne des aéroports d'Asie.
L'aéroport est le 10e aéroport d'Asie en matière de trafic de passagers, derrière :
1. l'aéroport international de Pékin ;
2. l'aéroport international de Tokyo-Haneda ;
3. l'aéroport international de Hong Kong ;
4. l'aéroport international de Jakarta ;
5. l'aéroport international de Dubaï ;
6. l'aéroport Suvarnabhumi de Bangkok ;
7. l'aéroport Changi de Singapour ;
8. l'aéroport international de Canton Baiyun ;
9. l'aéroport international de Kuala Lumpur.

L'aéroport a été construit sur un terrain conquis sur la mer, entre deux îles de la mer Jaune, au large de la ville d'Incheon. Un pont routier le relie au continent. Une liaison ferroviaire souterraine raccorde l'aéroport à la capitale.
Le rez-de-chaussée est réservé aux arrivées. Le 1er étage comporte un centre d'affaires. Le 2e étage, réservé aux départs, abrite de nombreuses boutiques. Le 3e étage, accessible par différents endroits, abrite des restaurants coréens, japonais, internationaux, des fast foods, ainsi qu'un hôtel pour les passagers en transit. Il y a des lits disponibles à cet étage, des ordinateurs avec Internet, Wifi et des douches et tout cela mis à la disposition des passagers gratuitement. Il y a un salon de massage.

## Histoire
- Février 1992 : le projet est approuvé.
- Novembre 1992 : début de la Phase I de construction et de la préparation du site.
- Juillet 1994 : les digues nord et sud sont terminés.
- Mars 1996 : il est officiellement appelé Incheon International Airport.
- Mai 1996 : début de la construction du terminal des passagers.
- Décembre 1996 : construction des pistes.
- Novembre 2000 : date d'ouverture annoncée.
- 29 mars 2001 : l'aéroport est ouvert.
- 2002 : début de la Phase II de construction.
- 20 juin 2008 : fin de construction et ouverture de la Phase II

## Situation
| \| 50 km1:8 448 000 \| Cheongju Daegu Busan · Gimhae Séoul · Gimpo Gunsan Gwangju Séoul · Incheon Jeju Muan Pohang Sachéon Ulsan Wonju Yangyang Yeosu |
| 50 km1:8 448 000 |

- Liste des aéroports de Corée du Sud

## Étapes de construction
L'aéroport a été à la base organisé pour être construit en trois phases, de façon à agrandir la capacité d'accueil de passagers qui ne cesse d'augmenter. Cependant, cela a été changé en quatre phases après que l'aéroport a été ouvert.

### Phase I
À la première phase de construction, l'aéroport peut avoir une capacité de 30 millions de passagers par an, et de 1,7 million de tonnes métriques pour le trafic de fret. Dans cette phase, un terminal (aérogare) de passagers d'une surface de 496 000 m², deux pistes d'envol parallèles, une tour du contrôle, un bâtiment administratif, un centre de transports, trois terminaux de fret, un centre d'affaires international et un immeuble de bureaux destiné au gouvernement ont été construits.

### Phase II
La phase II de construction a commencé en 2002 et a été prévue pour être complétée en décembre 2008. Cependant, l'aéroport devant être prêt pour les Jeux olympiques d'été de 2008 à Pékin qui débutent en août 2008, le programme a été modifié et la phase II doit être complété pour juillet 2008. Pendant cette phase de la construction, il y aura une 3e piste d'envol parallèle qui sera de la même longueur que les deux autres en opération, un nouveau "concourse" de passagers de 16,5 hectares qui sera connecté au terminal principal via deux couloirs parallèles de 870 mètres de long, et un terminal de fret de 13 hectares. Sur achèvement, l'aéroport s'attend à avoir une capacité annuelle de 410 000 vols, 44 000 000 de passagers, et une capacité de fret de 4 500 000 de tonnes métriques. De plus, il y aura de nombreuses améliorations du matériel de détection pendant cette phase qui inclut l'ASDE-X (Airport Surface Detection Equipment) avec la fonction MRI (Multi Radar Tracking), et l'ADS-B (Automatic Dependent Surveillance-Broadcast) système avec la fonction RIMCAS (Runway Incursion Monitoring and Conflict Alert System). L'établissement de 4 ensembles supplémentaires d'antennes ASDE-X sont prévues actuellement pour réduire les erreurs de détection apportés par les chutes de pluie importante et dans la préparation de la nouvelle piste d'envol.

### Phase III
Pendant la phase III de la construction, l'aéroport ajoutera 2 "concourses" de passagers supplémentaires, et un terminal de passagers.

### Phase IV
C'est l'étape finale de la construction, dont la livraison est prévue en 2020. À son achèvement, l'aéroport aura 2 terminaux de passagers, 4 "concourses" de passagers, 128 portes et 4 pistes d'envol parallèles. Il pourra accueillir plus de 100 millions de passagers et 7 millions de tonnes métriques de fret par an, avec des extensions possibles. Il est prévu pour être l'un des dix aéroports les plus fréquentés dans le monde en 2020.

## Les installations

Plan de l'aéroport.

### Le terminal des passagers
Le terminal principal est le plus grand de la région en Corée du Sud, il mesure 496 000 mètres², 1060 mètres de long, 149 mètres de large et 33 mètres de haut. Le terminal a 44 points d'embarquement et 50 points de contrôle de douane. Quand la phase 2 de construction sera complète, le nouveau "concourse" (terminal secondaire) sera connecté au terminal principal par deux couloirs parallèles long de 870 mètres équipés de l'IATs (Intra Airport Transit).

### Les terminaux de fret
Trois terminaux de fret composent le Cargo Terminal Complex. Chaque terminal est conçu pour fournir chaque porteur avec des services uniques, et un entrepôt de fret (environ 3 500 mètres²). Le terminal est divisé en trois parties différentes (importation, exportation et passage) pour en augmenter l'efficacité. Il peut opérer 24 heures/24, et il a été conçu pour pouvoir être agrandi dans le futur.

### La tour de contrôle
Elle se situe au centre de l'aéroport, le 22e étage est à 100,4 mètres de haut, il est éclairé 24 heures/24. Au sommet de la tour, une antenne parabolique est utilisée par le Airport Surface Detection Equipment (ASDE) afin de détecter tous les avions et obstacles à 5 km aux alentours. Les étages supérieurs sont utilisés pour le contrôle du trafic aérien pendant que les étages inférieurs sont principalement pour les opérations d'assistance. La tour de contrôle a une surface totale de 179 mètres² ce qui en fait la 3e plus grande du monde en 2001.

### Les pistes
À l'aéroport international d'Incheon, il y a deux pistes d'envol parallèles pavées en asphalte, 33L/15R et 33R/15L. Chaque piste d'envol mesure 3 750 mètres de long, 60 mètres de large et 1,05 mètre d'épaisseur. Actuellement, la piste 33L/15R est utilisée principalement pour les départs alors que la piste 33R/15L est utilisée principalement pour les arrivées. Une troisième piste d'envol parallèle est actuellement en travaux comme partie de la phase II de construction. C'est attendu pour juillet 2008. Une fois la nouvelle piste ouverte, la plupart des arrivées et départs des vols de passagers seront faits sur cette nouvelle piste et la piste 33L/15R existante, alors que la piste d'envol 33R/15L servira principalement pour les vols de fret dû à sa proximité avec les terminaux de fret. Une fois que la Phase IV de construction sera complétée, l'aéroport aura 4 pistes d'envol parallèles.

## Statistiques
Pour des raisons techniques, il est temporairement impossible d'afficher le graphique qui aurait dû être présenté ici.

Voir la requête brute et les sources sur Wikidata.

### Zoom sur l'impact du covid de 2019-2020
Pour des raisons techniques, il est temporairement impossible d'afficher le graphique qui aurait dû être présenté ici.

Voir la requête brute et les sources sur Wikidata.

## Compagnies aériennes

### Passagers
| Compagnies                    | Destinations |
| ----------------------------- | --- |
| Aeroméxico                    | Mexico-B. Juárez |
| AirAsia X                     | Kuala Lumpur |
| Air Astana                    | Almaty, Noursoultan |
| Air Busan                     | Mactan-Cebu, Chengdu-Shuangliu, Kaohsiung, Nagoya-Chūbu, Ningbo, Osaka-Kansai, Shenzhen-Bao'an, Tokyo-Narita, |
| Air Canada                    | Toronto (Pearson), Vancouver En saison : Montréal (P.-E.-Trudeau) |
| Air China                     | Pékin-Capitale, Chengdu-Shuangliu, Chongqing-Jiangbei, Hangzhou-Xiaoshan, Tianjin Binhai, Wenzhou-Longwan, Yanji |
| Air France                    | Paris-Charles de Gaulle |
| Air India                     | Delhi-Indira Gandhi |
| Air Macau                     | Macao |
| Air New Zealand               | Auckland, |
| Air Premia                    | Jeju |
| Air Seoul                     | Đà Nẵng, Fukuoka, Guam-A.-B.-Won-Pat, Hanoï-Nội Bài, Hong Kong, Kalibo, Kota Kinabalu, Kumamoto, Linyi (zh), Cam Ranh, Osaka-Kansai, Shin-Chitose, Siem Reap-Angkor, Takamatsu, Tokyo-Narita, Zhangjiajie |
| American Airlines             | Dallas-Fort Worth |
| Asiana Airlines               | - Almaty, - Bangkok-Suvarnabhumi, - Barcelone-El Prat, - Pékin-Capitale, - Pusan-Gimhae, - Mactan-Cebu, - Changchun, - Changsha, - Chengdu-Shuangliu, - Chongqing-Jiangbei, - Clark, - Dalian-Zhoushuizi, - Đà Nẵng, - Francfort, - Fukuoka, - Canton-Baiyun, - Guilin-Liangjiang, - Haikou - Hangzhou-Xiaoshan, - Hanoï-Nội Bài, - Harbin Taiping, - Hô Chi Minh Ville (Tân Sơn Nhất), - Hong Kong, - Honolulu, - Istanbul, - Djakarta-S.-Hatta, - Kaohsiung, - Koror R. Tmetuchl, - Londres-Heathrow, - Los Angeles, - Manille-N. Aquino, - Miyazaki, - Nagoya-Chūbu, - Okinawa-Naha, - Nankin, - New York-John F. Kennedy, - Cam Ranh, - Osaka-Kansai, - Paris-Charles de Gaulle, - Phnom Penh, - Phuket, - Phú Quốc, - Qingdao-Jiaodong, - Rome Léonard-de-Vinci/Fiumicino, - Saipan, - San Francisco , - Shin-Chitose, - Seattle-Tacoma, - Sendai, - Shanghai-Pudong, - Shenzhen-Bao'an, - Singapour-Changi, - Sydney-K. Smith, - Taïwan-Taoyuan, - Tachkent, - Tianjin Binhai, - Tokyo-Haneda, - Tokyo-Narita, - Oulan Bator-Buyant Ukhaa, - Venise - Marco Polo, - Wēihǎi, - Xi'an-Xianyang, - Yancheng, - Yanji, - Yantai En saison charter : Athènes E.-Venizélos |
| Aurora                        | Khabarovsk, Vladivostok, Ioujno-Sakhalinsk |
| Bamboo Airways                | Đà Nẵng, Hanoï-Nội Bài, Cam Ranh |
| Cathay Pacific                | Hong Kong, Taïwan-Taoyuan |
| Cebu Pacific                  | Mactan-Cebu, Kalibo, Manille-N. Aquino |
| China Airlines                | Kaohsiung, Taïwan-Taoyuan |
| China Eastern Airlines        | Changsha, Jinan, Kunming-Changshui, Nankin, Qingdao-Jiaodong, Shanghai-Pudong, Wēihǎi, Yancheng, Yanji, Yantai |
| China Southern Airlines       | Pékin-Daxing, Changsha, Changchun, Dalian-Zhoushuizi, Canton-Baiyun, Guiyang, Haikou, Harbin Taiping, Mudanjiang, Shanghai-Pudong, Shenyang, Shenzhen-Bao'an, Wuhan, Yanji, Zhengzhou |
| Delta Air Lines               | Atlanta H.-Jackson, Détroit, Minneapolis-Saint-Paul, Portland, Seattle-Tacoma |
| Eastar Jet                    | - Bangkok-Suvarnabhumi, - Đà Nẵng, - Fukuoka, - Hanoï-Nội Bài, - Hong Kong, - Hualien, - Ibaraki, - Kagoshima, - Kaohsiung, - Kota Kinabalu, - Macao, - Miyazaki, - Okinawa-Naha, - Cam Ranh, - Osaka-Kansai, - Puerto Princesa, - Saipan, - Shanghai-Pudong, - Taïwan-Taoyuan, - Tokyo-Narita, - Zhengzhou En saison : - Phú Quốc, - Shin-Chitose, - Vladivostok, - Yantai |
| Emirates                      | Dubaï |
| Ethiopian Airlines            | Addis-Abeba Bole, Tokyo-Narita |
| Etihad Airways                | Abou Dabi |
| EVA Air                       | Kaohsiung, Taichung, Taïwan-Taoyuan |
| Finnair                       | Helsinki-Vantaa |
| Garuda Indonesia              | Denpasar-Bali, Djakarta-S.-Hatta |
| Hawaiian Airlines             | Honolulu |
| HK Express                    | Hong Kong |
| Hong Kong Airlines            | Hong Kong |
| Jeju Air                      | - Bangkok-Suvarnabhumi, - Mactan-Cebu, - Chiang Mai, - Clark, - Đà Nẵng, - Fukuoka, - Guam-A.-B.-Won-Pat, - Haikou, - Hanoï-Nội Bài, - Harbin Taiping, - Hô Chi Minh Ville (Tân Sơn Nhất), - Hong Kong, - Jiamusi (en), - Kagoshima, - Kaohsiung, - Kota Kinabalu, - Macao, - Manille-N. Aquino, - Matsuyama, - Nagoya-Chūbu, - Okinawa-Naha, - Nantong Xingdong, - Cam Ranh, - Osaka-Kansai, - Phú Quốc, - Qingdao-Jiaodong, - Saipan, - Sanya-Phénix, - Shin-Chitose, - Shijiazhuang, - Shizuoka, - Bohol–Panglao, - Taïwan-Taoyuan, - Tokyo-Narita, - Vientiane-Wattay, - Vladivostok, - Wēihǎi, - Yanji, - Yantai |
| Jetstar Airways               | Sydney-K. Smith |
| Jin Air                       | Bangkok-Suvarnabhumi, Mactan-Cebu, Clark, Đà Nẵng, Fukuoka, Guam-A.-B.-Won-Pat, Hanoï-Nội Bài, Hong Kong , Honolulu, Kalibo, Kitakyūshū, Kota Kinabalu, Macao, Okinawa-Naha, Osaka-Kansai, Saipan, Shin-Chitose, Taïwan-Taoyuan, Tokyo-Narita En saison : Johor Bahru-Senai, Phuket, Vientiane-Wattay |
| KLM                           | Amsterdam |
| Korean Air                    | - Amsterdam, - Aomori, - Atlanta H.-Jackson, - Auckland, - Bangkok-Suvarnabhumi, - Barcelone-El Prat, - Pékin-Capitale, - Boston Logan, - Pusan-Gimhae, - Mactan-Cebu, - Changsha, - Chiang Mai, - Chicago-O'Hare, - Clark, - Colombo-Bandaranaike, - Daegu, - Dalian-Zhoushuizi, - Dallas-Fort Worth, - Đà Lạt-Liên Khuong, - Đà Nẵng, - Delhi-Indira Gandhi, - Denpasar-Bali, - Dubaï, - Francfort, - Fukuoka, - Guam-A.-B.-Won-Pat, - Canton-Baiyun, - Hangzhou-Xiaoshan, - Hanoï-Nội Bài, - Hefei, - Hô Chi Minh Ville (Tân Sơn Nhất), - Hong Kong, - Honolulu, - Huangshan-Tunxi, - Istanbul, - Djakarta-S.-Hatta, - Jinan, - Katmandou-Tribhuvan, - Koror R. Tmetuchl, - Kuala Lumpur, - Kunming-Changshui, - Londres-Heathrow, - Los Angeles, - Madrid-Barajas, - Malé Velana, - Manille-N. Aquino, - Milan-Malpensa, - Moscou Chérémétiévo, - Mudanjiang, - Bombay-Chhatrapati-Shivaji, - Nagoya-Chūbu, - Okinawa-Naha, - Nankin, - New York-John F. Kennedy, - Cam Ranh, - Niigata, - Okayama, - Osaka-Kansai, - Paris-Charles de Gaulle, - Phnom Penh, - Phuket, - Prague-Václav-Havel, - Qingdao-Jiaodong, - Rome Léonard-de-Vinci/Fiumicino, - San Francisco, - Shin-Chitose, - Seattle-Tacoma, - Shanghai-Pudong, - Shenyang, - Shenzhen-Bao'an, - Singapour-Changi, - Sydney-K. Smith, - Taïwan-Taoyuan, - Tachkent, - Tel Aviv - Ben Gourion, - Tianjin Binhai, - Tokyo-Haneda, - Tokyo-Narita, - Toronto (Pearson), - Oulan Bator-Buyant Ukhaa, - Vancouver, - Vienne-Schwechat, - Vladivostok, - Washington-Dulles, - Wēihǎi, - Wuhan, - Xiamen-Gaoqi, - Xi'an-Xianyang, - Rangoun (Yangon), - Yanji, - Zagreb-Pleso, - Zhangjiajie, - Zhengzhou, - Zurich En saison : - Irkoutsk, - Kagoshima, - Komatsu, - Phú Quốc, - Saint-Pétersbourg-Poulkovo, - Siem Reap-Angkor - Ürümqi-Diwopu En saison Charter : - Athènes E.-Venizélos, - Krabi, - Oslo-Gardermoen, - Sanya-Phénix, - Tbilissi-C. Roustavéli, - Erevan-Zvarnots |
| Lao Airlines                  | Vientiane-Wattay |
| LOT Polish Airlines           | Budapest-Ferenc Liszt, Varsovie-Chopin |
| Lufthansa                     | Francfort, Munich-F. J. Strauß |
| Malaysia Airlines             | Kuala Lumpur |
| MIAT Mongolian Airlines       | Oulan Bator-Buyant Ukhaa |
| Myanmar Airways International | Rangoun (Yangon) |
| Pan Pacific Airlines          | Mactan-Cebu, Clark, Kalibo |
| Peach                         | Okinawa-Naha, Osaka-Kansai, Tokyo-Haneda |
| Philippine Airlines           | Mactan-Cebu, Manille-N. Aquino |
| Philippines AirAsia           | Mactan-Cebu, Clark, Kalibo, Manille-N. Aquino |
| Qantas Airways                | Sydney-K. Smith |
| Qatar Airways                 | Doha-Hamad |
| Qingdao Airlines              | Qingdao-Jiaodong |
| Royal Brunei Airlines         | Bandar Seri Begawan |
| S7 Airlines                   | Irkoutsk, Novossibirsk-Tolmatchevo, Vladivostok |
| Scoot                         | Singapour-Changi, Taïwan-Taoyuan |
| Shandong Airlines             | Jinan, Qingdao-Jiaodong, Yantai |
| Shenzhen Airlines             | Shenzhen-Bao'an |
| Sichuan Airlines              | Chengdu-Shuangliu |
| Singapore Airlines            | Singapour-Changi |
| Sky Angkor Airlines           | Siem Reap-Angkor |
| Spring Airlines               | Shanghai-Pudong, Shijiazhuang, Taizhou (Jiangsu) (en) |
| SriLankan Airlines            | Colombo-Bandaranaike |
| Thai AirAsia X                | Bangkok-Don Muang |
| Thai Airways                  | Bangkok-Suvarnabhumi, Taïwan-Taoyuan |
| Tianjin Airlines              | Tianjin Binhai |
| Tigerair Taiwan               | Taïwan-Taoyuan |
| Turkish Airlines              | Istanbul |
| T'way Airlines                | - Bangkok-Suvarnabhumi, - Chiang Mai, - Clark, - Đà Nẵng, - Fukuoka, - Guam-A.-B.-Won-Pat, - Haikou, - Hanoï-Nội Bài, - Hô Chi Minh Ville (Tân Sơn Nhất), - Jinan, - Kalibo, - Kaohsiung, - Macao, - Okinawa-Naha, - Cam Ranh, - Osaka-Kansai, - Paris-Charles de Gaulle, - Rome Léonard-de-Vinci/Fiumicino, - Qingdao-Jiaodong, - Saipan, - Shin-Chitose, - Shenyang, - Taichung, - Tokyo-Narita, - Vientiane-Wattay, - Wēihǎi, - Wuhan En saison : - Hong Kong, - Kagoshima, - Kumamoto, - Ōita, - Saga (en), - Vladivostok |
| Uni Air                       | Taïwan-Taoyuan |
| United Airlines               | San Francisco |
| Uzbekistan Airways            | Tachkent |
| Vietjet Air                   | Cần Thơ , Đà Lạt-Liên Khuong , Đà Nẵng, Hải Phòng-Cat Bi, Hanoï-Nội Bài, Hô Chi Minh Ville (Tân Sơn Nhất), Cam Ranh, Phú Quốc |
| Vietnam Airlines              | Đà Nẵng, Hanoï-Nội Bài, Hô Chi Minh Ville (Tân Sơn Nhất), Cam Ranh Charter : Along-Vân Đồn |
| XiamenAir                     | Xiamen-Gaoqi |
| Yakutia Airlines              | Iakoutsk |
| ZIPAIR Tokyo                  | Tokyo-Narita |

Édité le 12/01/2020  Actualisé le 24/06/2021

### Fret
Air Hong Kong, Asiana Airlines Cargo, Atlas Air, Avial NV, Cargo 360, Cargolux, China Postal Airlines, East Line, El Al Cargo, FedEx, Gemini Air Cargo, Jade Cargo International, Kalitta Air, Korean Air Cargo, Nippon Cargo Airline, Polar Air Cargo, Singapore Airlines Cargo, Tradewinds Airlines, UPS, Volga-Dnepr

## Accès terrestre

### Train
L'Airport Railroad Express (AREX et dénommé A'REX) a une station située dans le centre de transport, à côté du bâtiment principal du terminal. Il fournit un service à l'aéroport international de Gimpo et à Séoul. La plupart des stations le long de la ligne offrent des connexions à Incheon Subway, Seoul Metropolitan Subway et Incheon Airport Maglev.
Pour les passagers au départ, le terminal de l'aéroport de Séoul Station City dispose d'installations d'enregistrement et d'immigration avant l'arrivée à l'aéroport.
L'aéroport d'Incheon Maglev a ouvert ses portes en février 2016. La première phase, d'une longueur de 6,1 km, est répartie sur six stations, emmenant les passagers de l'aéroport vers le sud-ouest de l'île où se trouve un parc aquatique. La phase 2 aura une longueur de 9,7 km et prolongera la ligne jusqu'au nord-ouest de l'île. La phase 3 ajoutera 37,4 km, transformant la ligne en cercle.

### Autocars/Omnibus
Les navettes aéroport transportent les passagers entre le terminal 1 et le terminal 2. Les bus sont gratuits, arrivent toutes les 5 à 8 minutes, prennent environ 20 minutes de trajet et s'arrêtent à l'hôtel Hyatt en cours de route.
Les bus de l'aéroport s'appellent les autobus de limousine. Des bus limousine standard desservent l'aéroport de Gimpo et la gare de Songjeong.
Les bus interurbains se connectent avec d'autres villes en Corée du Sud.
Le Korea City Air Terminal en Gangnam est relié à l'aéroport par des bus limousine.

### Route
L'autoroute 110 et l'autoroute 130 sont les voies principales d'accès à l'aéroport.

## Galerie

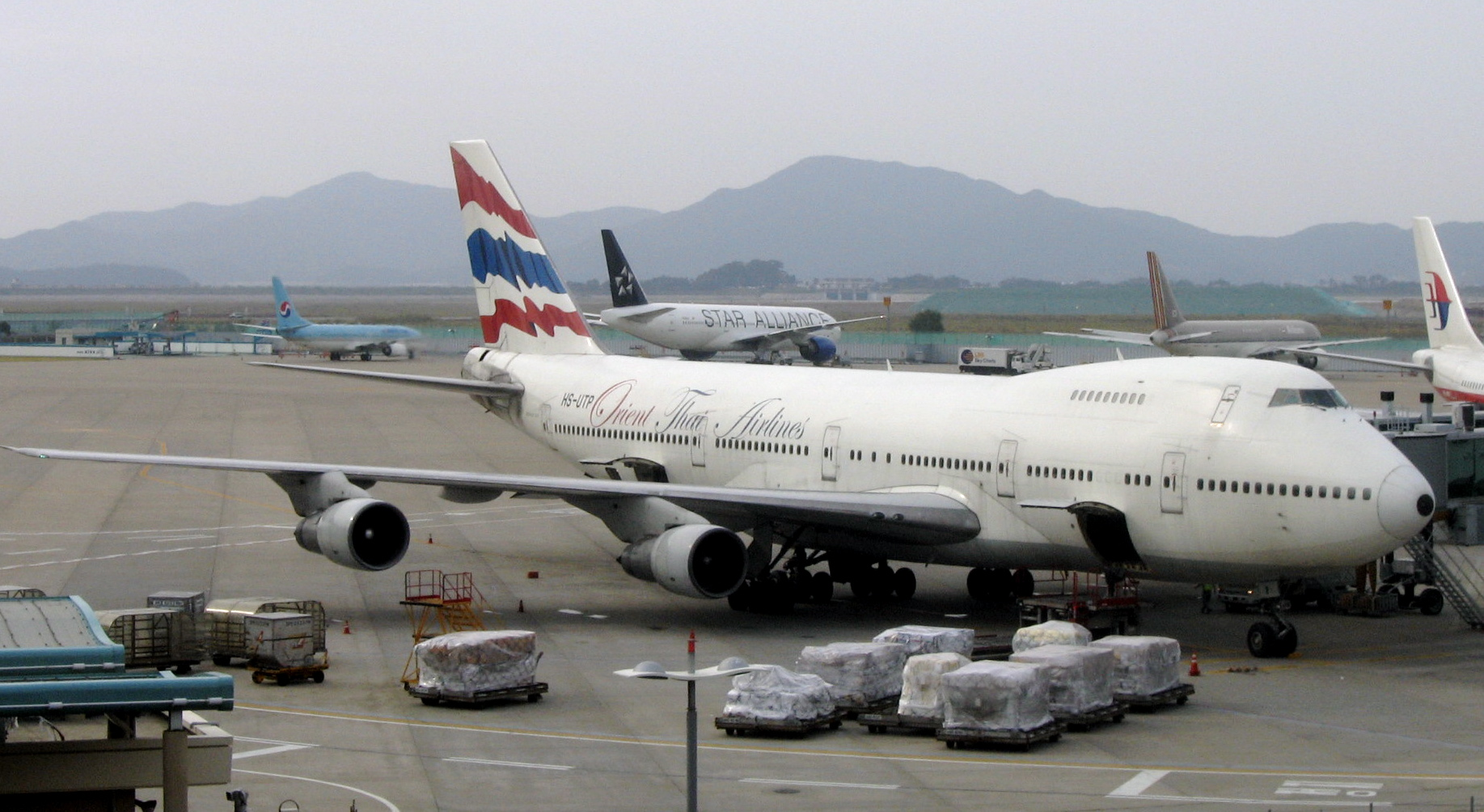
Un 747 Orient Thai Airlines à ICN.
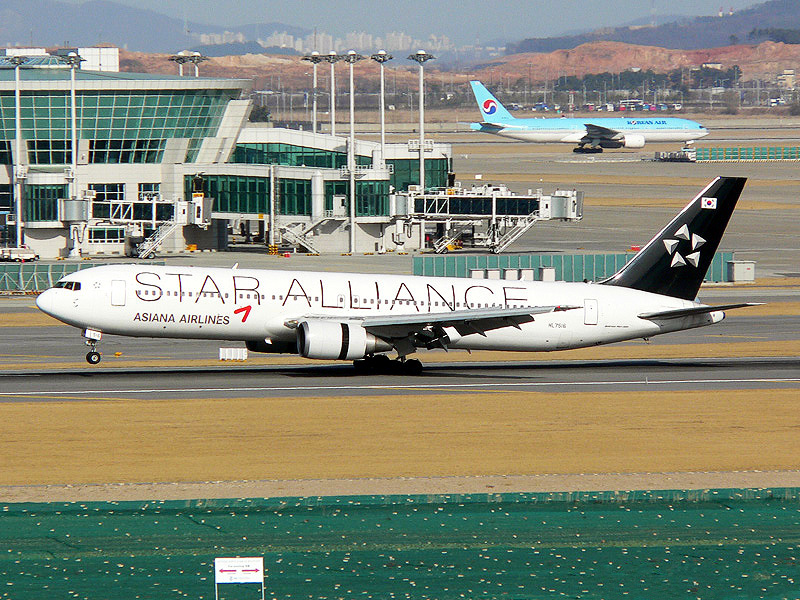
À l'atterrissage, un Boeing 767-300 Asiana Airlines avec la livrée Star Alliance. Un Boeing 777 Korean Air se trouve à l'arrière-plan.
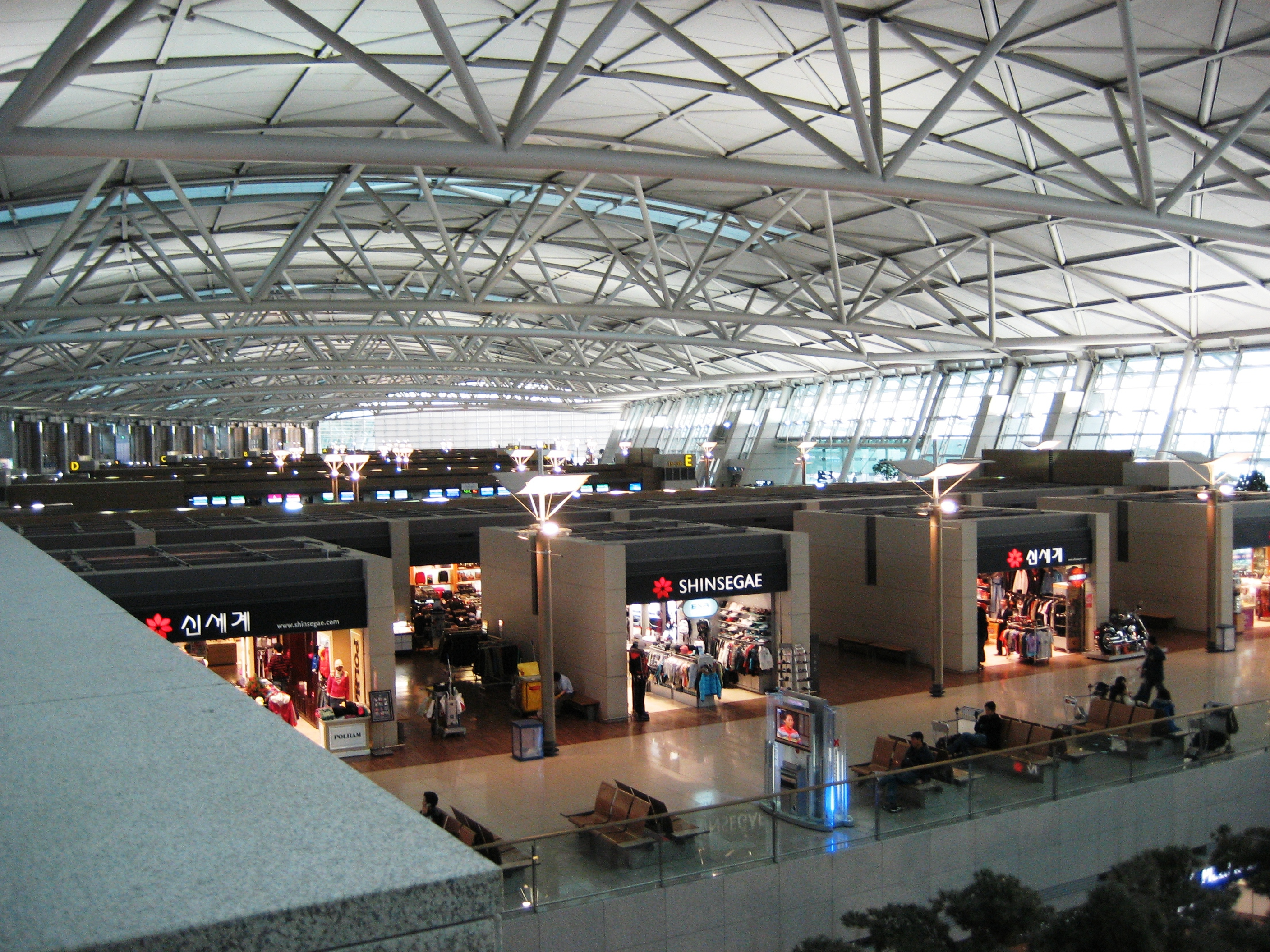
Hall des départs.
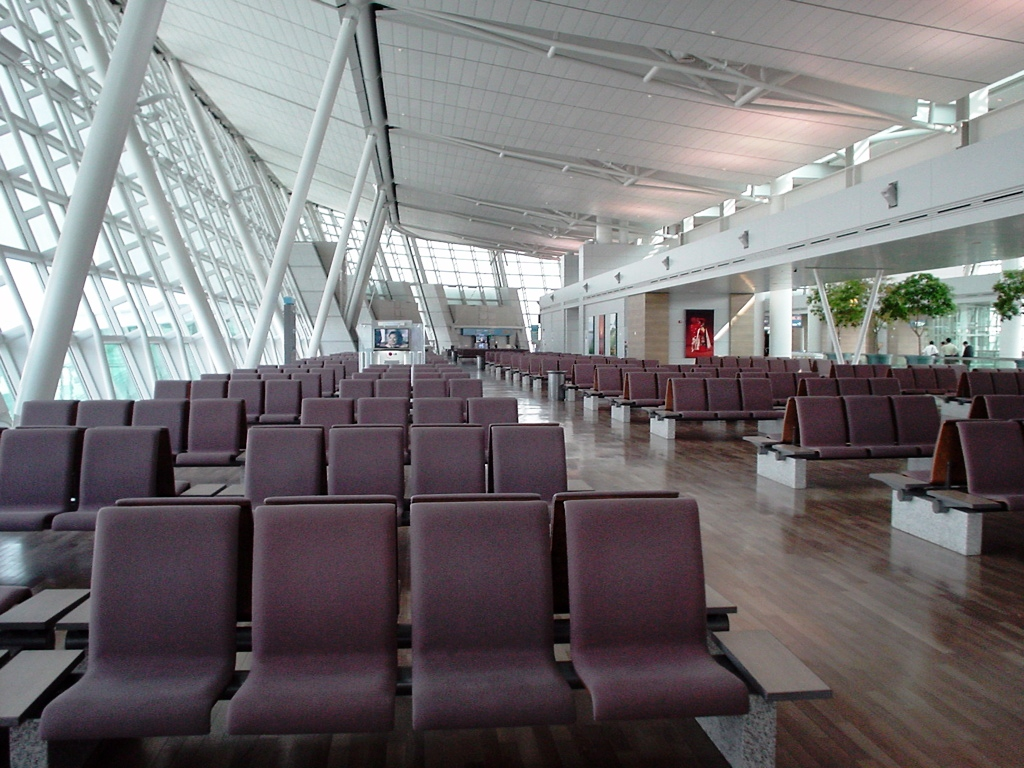
Salles d'attente des départs.
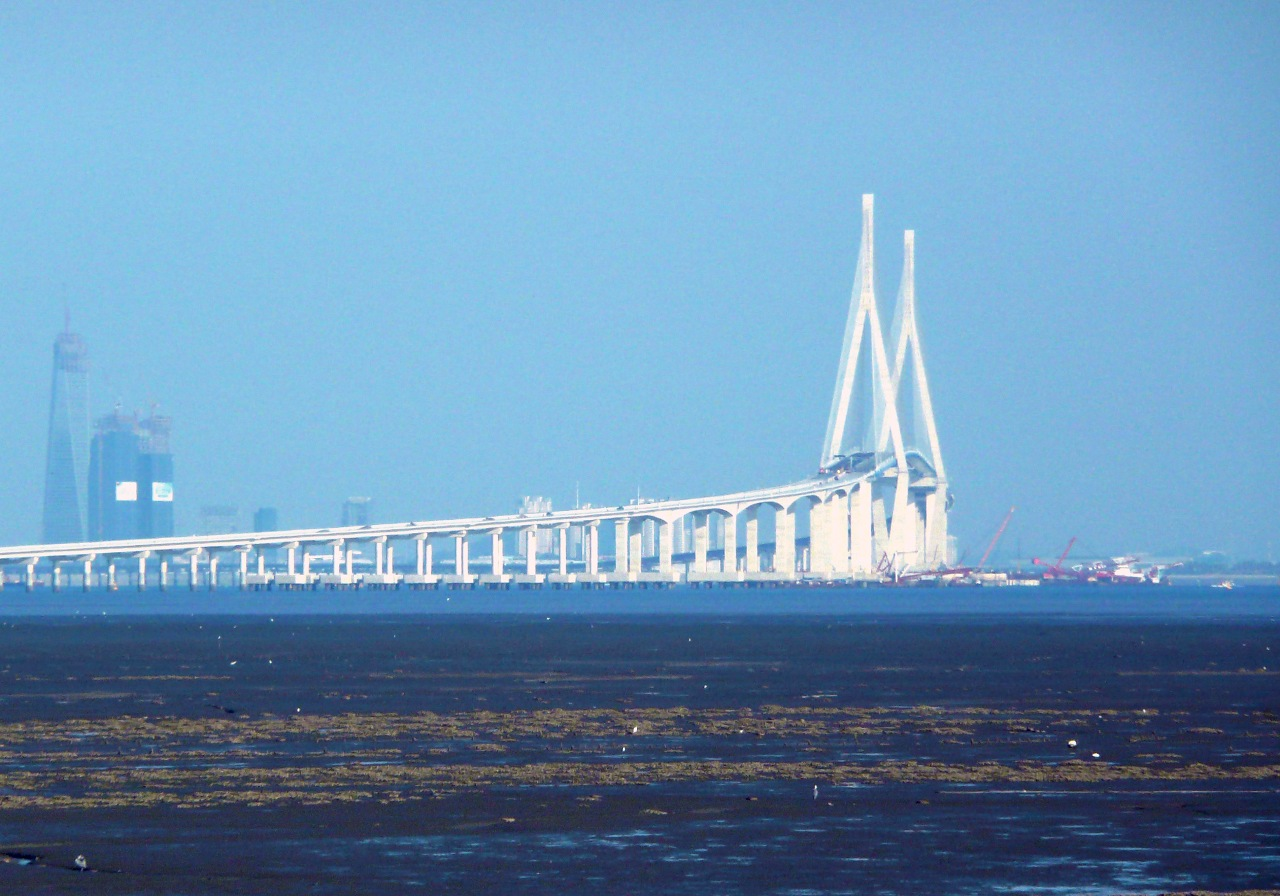
Pont reliant l'aéroport.

## Prix
| Année du classement | Classement Skytrax            |
| ------------------- | ----------------------------- |
| 2009                | 1er meilleur aéroport mondial |
| 2010                | 2e meilleur aéroport mondial  |
| 2011                | 3e meilleur aéroport mondial  |
| 2012                | 1er meilleur aéroport mondial |
| 2013                | 2e meilleur aéroport mondial  |
| 2014                | 2e meilleur aéroport mondial  |
| 2015                | 2e meilleur aéroport mondial  |
| 2016                | 2e meilleur aéroport mondial  |
| 2017                | 3e meilleur aéroport mondial  |
| 2018                | 2e meilleur aéroport mondial  |
| 2019                | 3e meilleur aéroport mondial  |